# Lentilhac de Lausès
Lentilhac del Causse (en francès Lentillac-du-Causse) és un municipi francès situat al departament de l'Òlt i a la regió d'Occitània.

## Demografia
| 1936                                       | 1946 | 1954 | 1962 | 1968 | 1975 | 1982 | 1990 | 1999 |
| ------------------------------------------ | ---- | ---- | ---- | ---- | ---- | ---- | ---- | ---- |
| 212                                        | 168  | 177  | 134  | 119  | 101  | 108  | 103  | 91   |
| Des de 1962: població sense dobles comptes |      |      |      |      |      |      |      |      |

## Administració
| Període   | Identitat          | Partit |
| --------- | ------------------ | ------ |
| 1945-1971 | Jean Conquet       |        |
| 1971-1977 | Gaston Poujade     |        |
| 1977-2001 | Henri Delpech      |        |
| 2001-     | Françoise Lapergue |        |